# Swetłana Żekowa
Swetłana Żekowa, bułg. Светлана Жекова (ur. 1 lutego 1967 w Sofii) – bułgarska urzędniczka państwowa i dyplomata, w 2014 minister ochrony środowiska i zasobów wodnych.

## Życiorys
Ukończyła francuskojęzyczne liceum w Sofii i filologię romańską na Uniwersytecie Sofijskim im. św. Klemensa z Ochrydy. Studiowała też międzynarodowe stosunki gospodarcze w wyższym instytucie geologii i górnictwa WMGI w Sofii, kształciła się również w szkole służby międzynarodowej American University w Waszyngtonie oraz na Uniwersytecie Organizacji Narodów Zjednoczonych w Tokio. Pracowała jako badaczka w strukturach Rady Europy oraz wykładowczyni w instytucie administracji publicznej i integracji europejskiej. Od 1999 zatrudniona w departamencie integracji europejskiej ministerstwa środowiska. W 2004 rozpoczęła pracę w stałym przedstawicielstwie Bułgarii przy UE, od 2008 w randze radcy. Objęła w nim stanowisko dyrektora departamentu środowiska. Reprezentowała Bułgarię w negocjacjach z instytucjami unijnymi, w tym z Komisją Europejską.
W sierpniu 2014 objęła funkcję ministra ochrony środowiska i zasobów wodnych w rządzie Georgiego Bliznaszkiego. Stanowisko to zajmowała do listopada tegoż roku.